# Prepotelus pectinitarsis
Prepotelus pectinitarsis là một loài nhện trong họ Thomisidae.
Loài này thuộc chi Prepotelus. Prepotelus pectinitarsis được Eugène Simon miêu tả năm 1898.